# Кизеветтер, Иоганн
Иоганн Готфрид Карл Христиан Кизеветтер (нем. Johann Gottfried Karl Christian Kiesewetter; 4 ноября 1766, Берлин — 9 июля 1819, там же) — германский логик и философ, популяризатор учения Канта.
Учился в университете Галле, но узнав о философии Канта, добился (1788) перевода в Кёнигсберг. Около года слушал лекции Канта и был к нему очень близок, признаваясь в письмах, что нашёл в великом философе второго отца. В октябре 1789 г. оставил Кёнигсберг и переехал в Берлин, где его ждала должность учителя трёх младших детей короля Фридриха Вильгельма II. Пути Кизеветтера разошлись с Кантом после того, как в 1791 г. вышла книга Кизеветтера «Основы чистой общей логики, изложенной с кантианских позиций» (нем. Grundriß einer reinen allgemeinen Logik, nach Kantischen Grundsätzen), которую Кант расценил как плагиат; этот учебник был затем переведён на русский язык и широко использовался: со ссылкой на него приводит Л. Н. Толстой в «Смерти Ивана Ильича» пример силлогизма — «Кай — человек, люди — смертны, поэтому Кай смертен». В дальнейшем Кизеветтер был профессором логики в Военной академии.
Наиболее фундаментальным сочинением Кизеветтера осталось «Versuch einer faßlichen Darstellung der wichtigsten Wahrheiten der neuern Philosophie, für Uneingeweihte» (1795—1803).

## Сочинения
- Über den ersten Grundsatz der Moralphilosophie, nebst einer Abhandlung über die Freyheit. Berlin 1788/90 (2 Bände)
- Logik zum Gebrauch für Schulen. Berlin: F. T. Lagarde, 1797
- Lehrbuch der Hodegetik : oder kurze Anweisung zum Studiren. — Berlin : Nauck, 1811. Digitalisierte Ausgabe der Universitäts- und Landesbibliothek Düsseldorf
- Darstellung der wichtigsten Wahrheiten der kritischen Philosophie. Fischer, Berlin 1824
- Логика для употребления в училищах. Пер. Я. Толмачева. СПб., 1829. То же,1831.